# Београдски грбовник II
Београдски грбовник II је један од најстаријих преписа изгубљеног зборника грбова рађеног око 1590. године за адмирала Петра Гргурића Охмућевића. Охмучевићев грбовник, представља почетак тзв. илирске хералдике тј. хералдике јужнословенских земаља.
Рукопис има 158 нумерисаних страна, на којима су представљени грбови Српског царства, десет јужнословенских земаља, државе цара Уроша и грбови 141 племићке породице.
Грбови су сликани бојом, без шрафирања, са доста злата. Београдски грбовник II се данас чува у Музеју примењене уметности у Београду.